# Umberto Benedetto
Umberto Benedetto (Patti, 11 settembre 1915 – Firenze, 10 marzo 2003) è stato un regista teatrale italiano.
Si calcola che abbia realizzato più di 6 500 regie, tra rappresentazioni visive e lavori per emittenza radio. 

## Biografia
Lasciò la natìa Patti per approdare, giovanissimo, a Firenze, presso la cui Università si laureò dapprima in Giurisprudenza e poi in Filosofia. I motivi del trasferimento erano dovuti al fatto che il padre, ispettore scolastico, aveva ricevuto un incarico nel contesto della riforma scolastica voluta dall'allora ministro Giovanni Gentile.
Appassionato di teatro - già nel 1942, per la compagnia del Teatro nazionale dei Guf di Firenze di via Laura, ridusse Le serve al forno di Jacopo Angelo Nelli, e diresse Reputazione, un atto unico di Augusta Gregory (mai rappresentato in Italia prima di allora), succedendo alla guida di Giorgio Venturini. Entrò nel 1944 a Radio Firenze, sede regionale dell'Eiar, da dove prenderà il via la sua attività di regista. Fu tra i primi ad occuparsi del Teatro Sperimentale di Firenze, affermandosi, in seguito, alla Radiotelevisione per la quale diresse la "compagnia di prosa di Firenze", spaziando dal radiodramma alla rivista, dai romanzi alla lirica, prevalentemente sotto l'insegna della Rai. Grande estimatore di Leonardo Sciascia, presentò in radio praticamente tutte le sue maggiori opere. Tra i suoi lavori più apprezzati, La porta chiusa di Marco Praga, Frammenti di Eugene O'Neill, Le sorelle Materassi di Aldo Palazzeschi, Resurrezione di Tolstoj, Il sistema Ribadier di Georges Feydeau.
L'11 aprile del 1953 andò in onda la prima puntata del programma regionale radiofonico Il grillo canterino, da lui ideato e diretto: subito accolto con grande successo, andò avanti fino al 1970.

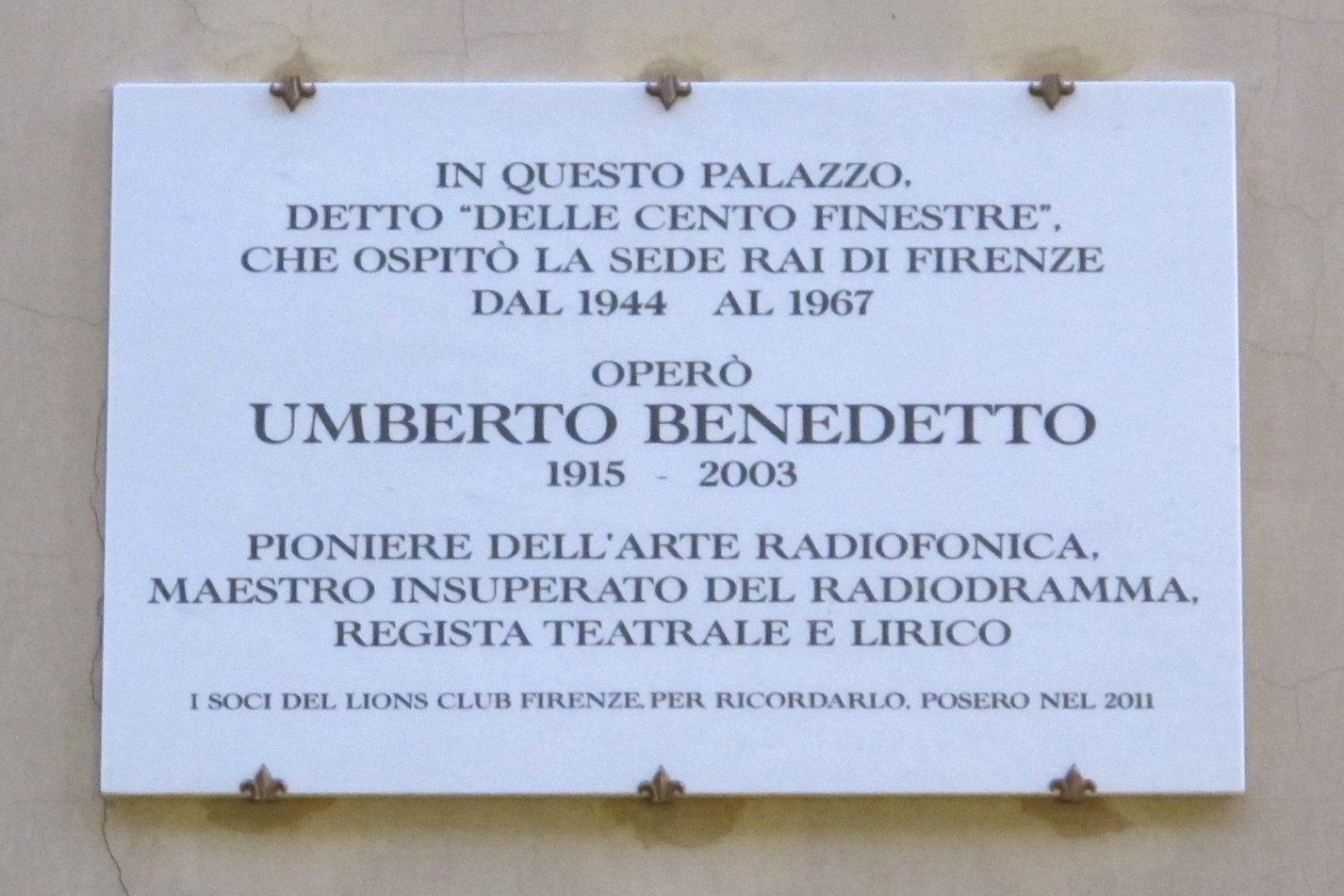
Targa commemorativa sul palazzo delle Cento Finestre a Firenze

Benedetto venne premiato nel 1971 con l'attribuzione del premio Ondas, ai tempi riconoscimento di carattere internazionale per la radiofonia.
Attori che avrebbero in seguito assunto un ruolo di grande notorietà nel panorama teatrale italiano dovettero a lui in questi anni una sorta di ulteriore valorizzazione: Gino Cervi, Emma Gramatica, Giorgio Albertazzi, Salvo Randone, Arnoldo Foà, Walter Maestosi, Giorgio Piamonti, Nando Gazzolo, Antonio Maria Magro
Benedetto fu anche direttore del Piccolo Teatro della città di Firenze. Tra gli interessi che coltivò, figurano in maniera rilevante la cucina e il calcio: fu infatti membro dell'Accademia Italiana della Cucina e consigliere della Fiorentina calcio. Gradualmente dagli anni novanta diradò gli impegni restando comunque in Rai fino al 1995. L'ultima regia fu Il giorno della civetta di Leonardo Sciascia, con protagonisti Turi Ferro e Antonio Maria Magro, nel febbraio dello stesso anno.
Ottenne, fra i tanti premi, il Microfono d'argento e il premio dell'Ascoltatore per la regia radiofonica. Fu presidente della giuria del premio Vallecorsi per il teatro, a Pistoia. A Firenze sulla facciata del Palazzo delle Cento Finestre, che ospitò la sede Rai della città dal 1944 al 1967,  è affissa una targa "in ricordo di Umberto Benedetto Pioniere dell'arte radiofonica, maestro insuperato del radiodramma, regista teatrale e lirico".
Nel 1978, nei panni di uno zio di buon cuore, partecipò come attore al film Eutanasia di un amore, per la regia di Enrico Maria Salerno.
Morì a Firenze il 10 marzo 2003, all'età di 87 anni. Il Lions Club di Firenze, nello stesso anno, gli intitolò il "premio Musica e Teatro".

## Prosa radiofonica Rai
- L'orologio a cucù di Alberto Donnini, trasmessa il 25 febbraio 1951.
- Parole sui vetri della finestra di William Butler Yeats, trasmessa il 2 aprile 1952.
- La foresta pietrificata, di Robert E. Sherwood, trasmessa il 21 marzo 1955
- La torre sul pollaio di Vittorio Calvino, trasmessa il 4 dicembre 1956.
- Il berretto a sonagli di Luigi Pirandello, commedia in due atti, Compagnia del Piccolo Teatro Stabile della Città di Firenze, musiche di Bruno Rigacci, regia teatrale di Cosimo Fricelli. Interpreti: Turi Ferro, Renata Negri, Isabella Riva, Franco Sabani, Rosolino Bua, Margherita Nicosia, Lina Acconci, Vanna Ricci. Trasmesso sul Programma nazionale il 2 agosto 1962.
- Uomovivo, commedia di Gilbert Keith Chesterton, 5 aprile 1965
- Il caso Howard, di Ronald Millar, 6 aprile 1965
- Il giorno della civetta di Leonardo Sciascia (drammaturgia di Giancarlo Sbragia), trasmessa il 24 gennaio 1967.
- Buon viaggio, Paolo di Gaspare Cataldo, trasmessa il 2 agosto 1967.
- La donna vestita di bianco di Wilkie Collins, trasmessa il 22 settembre 1969.